# 洛馬斯德薩爾亨蒂略縣
1°53′S 80°5′W / 1.883°S 80.083°W
洛馬斯德薩爾亨蒂略縣（西班牙語：Cantón Lomas de Sargentillo），是厄瓜多爾的縣份，位於該國中部，由瓜亞斯省負責管轄，始建於1992年7月22日，面積67平方公里，2001年人口14,194，人口密度每平方公里211.85人。